# Campeonato Mundial de Voleibol Femenino Sub-18 de 2015
El Campeonato Mundial de Voleibol Femenino Sub-18 de 2015 fue la XIV edición del torneo mundial de selecciones nacionales categoría sub-18 de la Federación Internacional de Voleibol (FIVB), se llevó a cabo del 7 al 16 de agosto de 2015 en el Perú que fue anunciado como sede en octubre de 2014 y confirmado un mes después en noviembre, este será el cuarto torneo mundial FIVB que se realiza en este país luego del Campeonato Mundial de Voleibol Femenino de 1982 y los Campeonatos Mundiales de Voleibol Femenino Sub-20 de 1989 y 2011.
El certamen fue organizado por la Federación Peruana de Voleibol bajo la supervisión de la FIVB.

## Proceso de clasificación
En diciembre de 2013 la FIVB determinó el método de clasificación para los campeonatos mundiales de categorías menores. Para el campeonato mundial sub-18 se fijaron 20 cupos que se repartieron de la siguiente manera: 3 cupos para la Confederación Africana de Voleibol (CAVB) y la Confederación Sudamericana de Voleibol (CSV), 4 cupos para la Confederación Asiática de Voleibol (AVC) y la Confederación de Norteamérica, Centroamérica y el Caribe de Voleibol (Norceca) y 6 cupos para la Confederación Europea de Voleibol (CEV). Como país anfitrión, Perú se clasificó automáticamente ocupando una plaza de las 3 otorgadas a su confederación, por lo tanto fueron 19 selecciones las que lograron su clasificación vía sus torneos regionales de la categoría.
De los 4 cupos otorgados a Norceca 3 se repartieron en su campeonato sub-18, la cuarta plaza se disputó en la Copa Panamericana de Voleibol Femenino Sub-18 de 2015. En este torneo, organizado por la Unión Panamericana de Voleibol, 3 selecciones de Norceca (Cuba, Puerto Rico, y Costa Rica) y una selección de la CSV (Chile) tuvieron la oportunidad de alcanzar esa vacante, finalmente fue Cuba la que se hizo con la clasificación para el campeonato mundial manteniendo así las 4 plazas de Norceca.
La Confederación Africana de Voleibol perdió dos plazas por haber disputado su torneo continental solo con 3 equipos, lo cual va en contra de las bases de la FIVB que estipulan que en cada torneo continental deben participar por lo menos el 50% de los países de la región u 8 países como mínimo para mantener sus cupos, como consecuencia, estos dos cupos pasaron a la bolsa de la clasificación mediante el ranking FIVB de la categoría.
| Confederación | Vía de Clasificación                                        | Fecha                                 | Lugar                        | Vacantes | Equipo                                       |
| ------------- | ----------------------------------------------------------- | ------------------------------------- | ---------------------------- | -------- | -------------------------------------------- |
| FIVB          | Sede                                                        | 7 de octubre de 2014                  | Lausana, Suiza               | 1        | Perú                                         |
| FIVB          | Ranking Mundial FIVB Sub-18                                 | Diciembre de 2014                     | Lausana, Suiza               | 2        | Polonia China Taipéi                         |
| AVC           | Campeonato Asiático de Voleibol Femenino Sub-18 de 2014     | Del 11 al 19 de octubre de 2014       | Nakhon Ratchasima, Tailandia | 4        | Japón Tailandia China Corea del Sur          |
| CAVB          | Campeonato Africano de Voleibol Femenino Sub-18 de 2014     | Del 5 al 14 de septiembre de 2014     | Argel, Argelia               | 1        | Egipto                                       |
| CEV           | Campeonato Europeo de Voleibol Femenino Sub-18 de 2015      | Del 28 de marzo al 5 de abril de 2015 | Plovdiv y Samokov, Bulgaria  | 6        | Serbia Turquía Bélgica Rusia Italia Alemania |
| CSV           | Campeonato Sudamericano de Voleibol Femenino Sub-18 de 2014 | Del 2 al 7 de julio de 2014           | Tarapoto, Perú               | 2        | Brasil Argentina                             |
| NORCECA       | Campeonato NORCECA de Voleibol Femenino Sub-18 de 2014      | Del 22 al 30 de junio de 2014         | San José, Costa Rica         | 3        | República Dominicana Estados Unidos México   |
| NORCECA       | Copa Panamericana de Voleibol Femenino Sub-18 de 2015       | Del 17 al 23 de marzo de 2015         | La Habana, Cuba              | 1        | Cuba                                         |

## Formato de competición
El torneo se desarrolla dividido en dos fases: Fase de grupos y Fase final.
En la fase de grupos las 20 selecciones se dividen en 4 grupos de 5 equipos cada uno, en cada grupo se juega con un sistema de todos contra todos y los equipos son clasificados de acuerdo a los siguientes criterios, en orden de aparición:
- Número de partidos ganados y perdidos.
- Puntos obtenidos, los cuales son otorgados de la siguiente manera:
  - Partido con resultado final 3-0 o 3-1: 3 puntos al ganador y 0 puntos al perdedor.
  - Partido con resultado final 3-2: 2 puntos al ganador y 1 punto al perdedor.
- Proporción entre los sets ganados y los sets perdidos (Sets ratio).
- Proporción entre los puntos ganados y los puntos perdidos (Puntos ratio).
- Resultado del partido entre los equipos implicados.
- Cuando el empate en puntos ratio es entre tres o más equipos, se elabora una nueva clasificación con los dos primeros criterios y solo tomando en cuenta los resultados entre los equipos involucrados.

Los últimos clasificados de cada grupo pasan a una serie de 4 a disputar los puestos 17.° al 20.° con un sistema de todos contra todos, en tanto los 4 primeros de cada grupo clasifican a la fase final.
La fase final está compuesta por los octavos de final, cuartos de final, semifinales y final. Los equipos perdedores de los octavos de final pasan a disputar los partidos de clasificación del 9.° al 16.° lugar con un sistema similar a los cuartos de final, semifinales y final, los equipos perdedores de los cuartos de final pasan a jugar por los puestos 5.° al 8.° con un sistema similar al de las semifinales, finalmente los perdedores de las semifinales pasan a disputar el partido por el tercer y cuarto puesto.

## Conformación de los grupos
Para la conformación de los grupos se siguió el mismo formato que en ediciones anteriores. De las 20 selecciones participantes ocho son repartidas en los grupos con antelación, estas son las 7 mejores selecciones del ranking FIVB femenino sub-18 publicado en diciembre de 2014 y la selección del país anfitrión. Las 12 selecciones restantes se distribuyen en 3 series para ser sorteadas.
Entre paréntesis se indica el puesto de cada selección en la ranking FIVB tomado en consideración.
| Cabezas de serie | 2.ª Cabezas de serie | 1.ª Serie de sorteo                                    | 2.ª Serie de sorteo                                     | 3.ª Serie de sorteo                                  |
| --- | --- | ------------------------------------------------------ | ------------------------------------------------------- | ---------------------------------------------------- |
| Perú asignado al grupo A (4) China asignado al grupo B (1) Estados Unidos asignado al grupo C (2) Brasil asignado al grupo D (3) | Japón asignado al grupo D (5) Rep. Dominicana asignado al grupo C (6) Serbia asignado al grupo B (7) Egipto asignado al grupo A (8) | Tailandia (10) Argentina (11) México (15) Turquía (17) | Italia (18) Corea del Sur (19) Rusia (39) Alemania (39) | Polonia (9) China Taipéi (12) Bélgica (39) Cuba (39) |

El sorteo se llevó a cabo el 11 de junio de 2015 en el Hotel los Delfines de la ciudad de Lima, la ceremonia estuvo a cargo del delegado de la FIVB Marcelo Wagner.
La selección del país anfitrión fue asignada directamente al grupo A, luego las tres cabezas de serie restantes completaron las primeras posiciones de los grupos B, C y D. Las cuatro 2.ª cabezas de serie fueron distribuidas en las segundas posiciones de los grupos D, C, B y A, en ese orden. Finalmente las 12 selecciones restantes fueron distribuidas en los grupos mediante el sorteo. Los grupos quedaron conformados de la siguiente manera:
| Grupo A                                       | Grupo B                                 | Grupo C                                                     | Grupo D                          |
| --------------------------------------------- | --------------------------------------- | ----------------------------------------------------------- | -------------------------------- |
| Perú Egipto México Corea del Sur China Taipéi | China Serbia Tailandia Alemania Polonia | Estados Unidos República Dominicana Argentina Rusia Bélgica | Brasil Japón Turquía Italia Cuba |

## Resultados
- Las horas indicadas corresponden al huso horario local del Perú (Tiempo del Perú – PET): UTC-5.

### Fase de grupos
- Sedes: Grupos A y B en el Coliseo Eduardo Dibós (San Borja) y Grupos C y D en el Coliseo Miguel Grau (El Callao).[12]

     – Clasificado a los Octavos de final. 
     – Pasa a disputar la serie de clasificación del 17.° al 20.° lugar.

#### Grupo A
|      |               | Partidos | Partidos | Partidos |      | Sets | Sets | Sets  | Puntos | Puntos | Puntos |
| Pos. | Equipo        | PJ       | PG       | PP       | Pts. | SG   | SP   | Ratio | PG     | PP     | Ratio  |
| ---- | ------------- | -------- | -------- | -------- | ---- | ---- | ---- | ----- | ------ | ------ | ------ |
| 1    | Perú          | 4        | 3        | 1        | 10   | 11   | 5    | 1.571 | 410    | 369    | 1.111  |
| 2    | Corea del Sur | 4        | 3        | 1        | 8    | 11   | 7    | 1.571 | 381    | 372    | 1.024  |
| 3    | Egipto        | 4        | 2        | 2        | 5    | 7    | 9    | 0.777 | 361    | 376    | 0.960  |
| 4    | México        | 4        | 1        | 3        | 5    | 7    | 9    | 1.000 | 385    | 376    | 1.023  |
| 5    | China Taipéi  | 4        | 1        | 3        | 2    | 5    | 11   | 0.454 | 326    | 370    | 0.881  |

| Fecha        | Hora  | Equipo 1      | Res.  | Equipo 2      | Set 1 | Set 2 | Set 3 | Set 4 | Set 5 | Total     | Reporte |
| ------------ | ----- | ------------- | ----- | ------------- | ----- | ----- | ----- | ----- | ----- | --------- | ------- |
| 7 de agosto  | 15:30 | Corea del Sur | 3 – 2 | México        | 17-25 | 25-19 | 20-25 | 25-19 | 15-13 | 102 – 101 | P2 P3   |
| 7 de agosto  | 18:10 | Perú          | 3 – 1 | Egipto        | 27-25 | 25-20 | 20-25 | 25-23 |       | 97 – 93   | P2 P3   |
| 8 de agosto  | 15:30 | Corea del Sur | 2 – 3 | China Taipéi  | 25-23 | 20-25 | 22-25 | 25-12 | 13-15 | 105 – 100 | P2 P3   |
| 8 de agosto  | 18:10 | Perú          | 3 – 0 | México        | 25-22 | 25-17 | 25-14 |       |       | 75 – 53   | P2 P3   |
| 9 de agosto  | 16:30 | Egipto        | 3 – 1 | China Taipéi  | 25-22 | 18-25 | 25-21 | 25-20 |       | 93 – 88   | P2 P3   |
| 9 de agosto  | 19:10 | Perú          | 2 – 3 | Corea del Sur | 25-14 | 22-25 | 25-19 | 22-25 | 14-16 | 108 – 99  | P2 P3   |
| 10 de agosto | 15:30 | Corea del Sur | 3 – 0 | Egipto        | 25-23 | 25-23 | 25-17 |       |       | 75 – 63   | P2 P3   |
| 10 de agosto | 18:10 | China Taipéi  | 0 – 3 | México        | 23-25 | 15-25 | 16-25 |       |       | 54 – 75   | P2 P3   |
| 11 de agosto | 15:30 | México        | 2 – 3 | Egipto        | 26-28 | 26-24 | 17-25 | 24-26 | 15-17 | 116 – 112 | P2 P3   |
| 11 de agosto | 18:10 | Perú          | 3 – 1 | China Taipéi  | 22-25 | 25-21 | 25-15 | 25-19 |       | 97 – 80   | P2 P3   |

#### Grupo B
|      |           | Partidos | Partidos | Partidos |      | Sets | Sets | Sets  | Puntos | Puntos | Puntos |
| Pos. | Equipo    | PJ       | PG       | PP       | Pts. | SG   | SP   | Ratio | PG     | PP     | Ratio  |
| ---- | --------- | -------- | -------- | -------- | ---- | ---- | ---- | ----- | ------ | ------ | ------ |
| 1    | Alemania  | 4        | 4        | 0        | 12   | 12   | 2    | 6.000 | 340    | 277    | 1.227  |
| 2    | China     | 4        | 3        | 1        | 9    | 10   | 5    | 2.000 | 371    | 323    | 1.148  |
| 3    | Serbia    | 4        | 2        | 2        | 6    | 7    | 6    | 1.166 | 303    | 282    | 1.074  |
| 4    | Polonia   | 4        | 1        | 3        | 2    | 4    | 11   | 0.363 | 295    | 347    | 0.850  |
| 5    | Tailandia | 4        | 0        | 4        | 1    | 3    | 12   | 0.250 | 284    | 364    | 0.780  |

| Fecha        | Hora  | Equipo 1  | Res.  | Equipo 2  | Set 1 | Set 2 | Set 3 | Set 4 | Set 5 | Total    | Reporte |
| ------------ | ----- | --------- | ----- | --------- | ----- | ----- | ----- | ----- | ----- | -------- | ------- |
| 7 de agosto  | 10:00 | Serbia    | 3 – 0 | Polonia   | 25-20 | 25-13 | 25-23 |       |       | 75 – 56  | P2 P3   |
| 7 de agosto  | 12:00 | Tailandia | 0 – 3 | Alemania  | 22-25 | 16-25 | 18-25 |       |       | 56 – 75  | P2 P3   |
| 8 de agosto  | 10:00 | Polonia   | 3 – 2 | Tailandia | 25-21 | 26-28 | 25-10 | 22-25 | 15-13 | 113 – 97 | P2 P3   |
| 8 de agosto  | 12:00 | China     | 3 – 1 | Serbia    | 25-21 | 25-17 | 24-26 | 25-23 |       | 99 – 87  | P2 P3   |
| 9 de agosto  | 10:00 | Tailandia | 1 – 3 | China     | 26-28 | 13-25 | 25-23 | 16-25 |       | 80 – 101 | P2 P3   |
| 9 de agosto  | 12:00 | Alemania  | 3 – 1 | Polonia   | 25-11 | 25-12 | 20-25 | 25-16 |       | 95 – 64  | P2 P3   |
| 10 de agosto | 10:00 | China     | 1 – 3 | Alemania  | 25-19 | 21-25 | 23-25 | 22-25 |       | 91 – 94  | P2 P3   |
| 10 de agosto | 12:00 | Serbia    | 3 – 0 | Tailandia | 25-14 | 25-16 | 25-21 |       |       | 75 – 51  | P2 P3   |
| 11 de agosto | 10:00 | Alemania  | 3 – 0 | Serbia    | 26-24 | 25-21 | 25-21 |       |       | 76 – 66  | P2 P3   |
| 11 de agosto | 12:00 | Polonia   | 0 – 3 | China     | 17-25 | 28-30 | 17-25 |       |       | 62 – 80  | P2 P3   |

#### Grupo C
|      |                      | Partidos | Partidos | Partidos |      | Sets | Sets | Sets  | Puntos | Puntos | Puntos |
| Pos. | Equipo               | PJ       | PG       | PP       | Pts. | SG   | SP   | Ratio | PG     | PP     | Ratio  |
| ---- | -------------------- | -------- | -------- | -------- | ---- | ---- | ---- | ----- | ------ | ------ | ------ |
| 1    | Rusia                | 4        | 4        | 0        | 11   | 12   | 2    | 6.000 | 328    | 265    | 1.237  |
| 2    | Estados Unidos       | 4        | 3        | 1        | 10   | 11   | 3    | 3.666 | 328    | 273    | 1.201  |
| 3    | Bélgica              | 4        | 2        | 2        | 6    | 6    | 7    | 0.857 | 288    | 295    | 0.976  |
| 4    | Argentina            | 4        | 1        | 3        | 3    | 3    | 10   | 0.300 | 277    | 305    | 0.908  |
| 5    | República Dominicana | 4        | 0        | 4        | 0    | 2    | 12   | 0.166 | 252    | 335    | 0.752  |

| Fecha        | Hora  | Equipo 1             | Res.  | Equipo 2             | Set 1 | Set 2 | Set 3 | Set 4 | Set 5 | Total     | Reporte |
| ------------ | ----- | -------------------- | ----- | -------------------- | ----- | ----- | ----- | ----- | ----- | --------- | ------- |
| 7 de agosto  | 10:00 | República Dominicana | 1 – 3 | Bélgica              | 17-25 | 15-25 | 25-16 | 19-25 |       | 76 – 91   | P2 P3   |
| 7 de agosto  | 12:00 | Argentina            | 0 – 3 | Rusia                | 21-25 | 14-25 | 17-25 |       |       | 52 – 75   | P2 P3   |
| 8 de agosto  | 10:00 | Bélgica              | 3 – 0 | Argentina            | 29-27 | 25-22 | 25-20 |       |       | 79 – 69   | P2 P3   |
| 8 de agosto  | 12:00 | Estados Unidos       | 3 – 0 | República Dominicana | 25-15 | 25-17 | 25-17 |       |       | 75 – 49   | P2 P3   |
| 9 de agosto  | 10:00 | Argentina            | 0 – 3 | Estados Unidos       | 20-25 | 19-25 | 23-25 |       |       | 62 – 75   | P2 P3   |
| 9 de agosto  | 12:00 | Rusia                | 3 – 0 | Bélgica              | 25-17 | 25-23 | 25-19 |       |       | 75 – 59   | P2 P3   |
| 10 de agosto | 10:00 | Estados Unidos       | 2 – 3 | Rusia                | 25-19 | 20-25 | 25-19 | 23-25 | 10-15 | 103 – 103 | P2 P3   |
| 10 de agosto | 12:00 | República Dominicana | 1 – 3 | Argentina            | 17-25 | 11-25 | 25-19 | 23-25 |       | 76 – 94   | P2 P3   |
| 11 de agosto | 10:00 | Rusia                | 3 – 0 | República Dominicana | 25-13 | 25-19 | 25-19 |       |       | 75 – 51   | P2 P3   |
| 11 de agosto | 12:00 | Bélgica              | 0 – 3 | Estados Unidos       | 17-25 | 23-25 | 19-25 |       |       | 59 – 75   | P2 P3   |

#### Grupo D
|      |         | Partidos | Partidos | Partidos |      | Sets | Sets | Sets  | Puntos | Puntos | Puntos |
| Pos. | Equipo  | PJ       | PG       | PP       | Pts. | SG   | SP   | Ratio | PG     | PP     | Ratio  |
| ---- | ------- | -------- | -------- | -------- | ---- | ---- | ---- | ----- | ------ | ------ | ------ |
| 1    | Italia  | 4        | 4        | 0        | 12   | 12   | 0    | MAX   | 310    | 216    | 1.435  |
| 2    | Turquía | 4        | 2        | 2        | 6    | 7    | 6    | 1.166 | 280    | 274    | 1.021  |
| 3    | Brasil  | 4        | 2        | 2        | 6    | 6    | 6    | 1.000 | 276    | 266    | 1.037  |
| 4    | Japón   | 4        | 2        | 2        | 6    | 6    | 7    | 0.857 | 321    | 301    | 1.066  |
| 5    | Cuba    | 4        | 0        | 4        | 0    | 0    | 12   | 0.000 | 174    | 304    | 0.572  |

| Fecha        | Hora  | Equipo 1 | Res.  | Equipo 2 | Set 1 | Set 2 | Set 3 | Set 4 | Set 5 | Total   | Reporte |
| ------------ | ----- | -------- | ----- | -------- | ----- | ----- | ----- | ----- | ----- | ------- | ------- |
| 7 de agosto  | 16:00 | Japón    | 3 – 0 | Cuba     | 29-27 | 25-6  | 25-17 |       |       | 79 – 50 | P2 P3   |
| 7 de agosto  | 18:00 | Turquía  | 0 – 3 | Italia   | 14-25 | 18-25 | 18-25 |       |       | 50 – 75 | P2 P3   |
| 8 de agosto  | 16:00 | Cuba     | 0 – 3 | Turquía  | 14-25 | 14-25 | 14-25 |       |       | 42 – 75 | P2 P3   |
| 8 de agosto  | 18:00 | Brasil   | 3 – 0 | Japón    | 25-19 | 33-31 | 28-26 |       |       | 86 – 76 | P2 P3   |
| 9 de agosto  | 16:00 | Turquía  | 3 – 0 | Brasil   | 25-23 | 25-21 | 25-22 |       |       | 75 – 66 | P2 P3   |
| 9 de agosto  | 18:00 | Italia   | 3 – 0 | Cuba     | 25-9  | 25-15 | 25-18 |       |       | 75 – 42 | P2 P3   |
| 10 de agosto | 16:00 | Brasil   | 0 – 3 | Italia   | 14-25 | 16-25 | 19-25 |       |       | 49 – 75 | P2 P3   |
| 10 de agosto | 18:00 | Japón    | 3 – 1 | Turquía  | 16-25 | 25-13 | 25-22 | 25-20 |       | 91 – 80 | P2 P3   |
| 11 de agosto | 16:00 | Italia   | 3 – 0 | Japón    | 25-22 | 25-20 | 35-33 |       |       | 85 – 75 | P2 P3   |
| 11 de agosto | 18:00 | Cuba     | 0 – 3 | Brasil   | 15-25 | 8-25  | 17-25 |       |       | 40 – 75 | P2 P3   |

### Fase final

#### Clasificación 17.° al 20.° puesto
|     |                      | Partidos | Partidos | Partidos |     | Sets | Sets | Sets  | Puntos | Puntos | Puntos |
| Pos | Equipo               | PJ       | PG       | PP       | Pts | SG   | SP   | Ratio | PG     | PP     | Ratio  |
| --- | -------------------- | -------- | -------- | -------- | --- | ---- | ---- | ----- | ------ | ------ | ------ |
| 17  | República Dominicana | 3        | 3        | 0        | 9   | 9    | 1    | 9.000 | 248    | 179    | 1.385  |
| 18  | Tailandia            | 3        | 2        | 1        | 6   | 6    | 5    | 1.200 | 243    | 233    | 1.042  |
| 19  | China Taipéi         | 3        | 1        | 2        | 3   | 4    | 7    | 0.571 | 231    | 262    | 0.881  |
| 20  | Cuba                 | 3        | 0        | 3        | 0   | 3    | 9    | 0.333 | 243    | 291    | 0.835  |

| Fecha        | Hora | Partido         | Partido   | Partido         | Sets  | Sets  | Sets  | Sets  | Sets | Puntuación total | Reporte |
| Fecha        | Hora |                 | Resultado |                 | 1     | 2     | 3     | 4     | 5    | Puntuación total | Reporte |
| ------------ | ---- | --------------- | --------- | --------------- | ----- | ----- | ----- | ----- | ---- | ---------------- | ------- |
| 13 de agosto | 9:00 | Rep. Dominicana | 3 – 1     | Cuba            | 23-25 | 25-18 | 25-18 | 25-20 | -    | 98 – 81          | P2 P3   |
| 13 de agosto | 9:00 | China Taipéi    | 1 – 3     | Tailandia       | 22-25 | 25-22 | 19-25 | 20-25 | -    | 86 – 97          | P2 P3   |
| 14 de agosto | 9:00 | Cuba            | 1 – 3     | Tailandia       | 16-25 | 11-25 | 25-20 | 20-25 | -    | 72 – 95          | P2 P3   |
| 14 de agosto | 9:00 | China Taipéi    | 0 – 3     | Rep. Dominicana | 17-25 | 14-25 | 16-25 | -     | -    | 47 – 75          | P2 P3   |
| 15 de agosto | 9:00 | China Taipéi    | 3 – 1     | Cuba            | 25-20 | 25-14 | 15-25 | 33-31 | -    | 98 – 90          | P2 P3   |
| 15 de agosto | 9:00 | Tailandia       | 0 – 3     | Rep. Dominicana | 21-25 | 12-25 | 18-25 | -     | -    | 51 – 75          | P2 P3   |

#### Clasificación 1.° al 16.° puesto
|  | Octavos de final | Octavos de final |                |          | Cuartos de final | Cuartos de final |  |                | Semifinales | Semifinales |       |                | Final        | Final |  |
|  |                  |                  |                |          |                  |                  |  |                |             |             |       |                |              |       |  |
|  |                  |                  |                |          |                  |                  |  |                |             |             |       |                |              |       |  |
|  | México           | 0                |                |          |                  |                  |  |                |             |             |       |                |              |       |  |
|  | México           | 0                |                |          |                  |                  |  |                |             |             |       |                |              |       |  |
|  | Alemania         | 3                |                |          |                  |                  |  |                |             |             |       |                |              |       |  |
|  | Alemania         | 3                |                | Alemania | 0                |                  |  |                |             |             |       |                |              |       |  |
|  |                  |                  |                | Alemania | 0                |                  |  |                |             |             |       |                |              |       |  |
|  |                  |                  | Estados Unidos | 3        |                  |                  |  |                |             |             |       |                |              |       |  |
|  | Estados Unidos   | 3                | Estados Unidos | 3        |                  |                  |  |                |             |             |       |                |              |       |  |
|  | Estados Unidos   | 3                |                |          |                  |                  |  |                |             |             |       |                |              |       |  |
|  | Brasil           | 1                |                |          |                  |                  |  |                |             |             |       |                |              |       |  |
|  | Brasil           | 1                |                |          |                  |                  |  | Estados Unidos | 3           |             |       |                |              |       |  |
|  |                  |                  |                |          |                  |                  |  | Estados Unidos | 3           |             |       |                |              |       |  |
|  |                  |                  | China          | 2        |                  |                  |  |                |             |             |       |                |              |       |  |
|  | Egipto           | 1                | China          | 2        |                  |                  |  |                |             |             |       |                |              |       |  |
|  | Egipto           | 1                |                |          |                  |                  |  |                |             |             |       |                |              |       |  |
|  | China            | 3                |                |          |                  |                  |  |                |             |             |       |                |              |       |  |
|  | China            | 3                |                | China    | 3                |                  |  |                |             |             |       |                |              |       |  |
|  |                  |                  |                | China    | 3                |                  |  |                |             |             |       |                |              |       |  |
|  |                  |                  | Rusia          | 0        |                  |                  |  |                |             |             |       |                |              |       |  |
|  | Rusia            | 3                | Rusia          | 0        |                  |                  |  |                |             |             |       |                |              |       |  |
|  | Rusia            | 3                |                |          |                  |                  |  |                |             |             |       |                |              |       |  |
|  | Japón            | 2                |                |          |                  |                  |  |                |             |             |       |                |              |       |  |
|  | Japón            | 2                |                |          |                  |                  |  |                |             |             |       | Estados Unidos | 0            |       |  |
|  |                  |                  |                |          |                  |                  |  |                |             |             |       | Estados Unidos | 0            |       |  |
|  |                  |                  | Italia         | 3        |                  |                  |  |                |             |             |       |                |              |       |  |
|  | Italia           | 3                | Italia         | 3        |                  |                  |  |                |             |             |       |                |              |       |  |
|  | Italia           | 3                |                |          |                  |                  |  |                |             |             |       |                |              |       |  |
|  | Argentina        | 0                |                |          |                  |                  |  |                |             |             |       |                |              |       |  |
|  | Argentina        | 0                |                | Italia   | 3                |                  |  |                |             |             |       |                |              |       |  |
|  |                  |                  |                | Italia   | 3                |                  |  |                |             |             |       |                |              |       |  |
|  |                  |                  | Serbia         | 1        |                  |                  |  |                |             |             |       |                |              |       |  |
|  | Corea del Sur    | 0                | Serbia         | 1        |                  |                  |  |                |             |             |       |                |              |       |  |
|  | Corea del Sur    | 0                |                |          |                  |                  |  |                |             |             |       |                |              |       |  |
|  | Serbia           | 3                |                |          |                  |                  |  |                |             |             |       |                |              |       |  |
|  | Serbia           | 3                |                |          |                  |                  |  | Italia         | 3           |             |       |                |              |       |  |
|  |                  |                  |                |          |                  |                  |  | Italia         | 3           |             |       |                |              |       |  |
|  |                  |                  | Turquía        | 1        |                  |                  |  |                |             |             |       |                |              |       |  |
|  | Turquía          | 3                | Turquía        | 1        |                  |                  |  |                |             |             |       |                |              |       |  |
|  | Turquía          | 3                |                |          |                  |                  |  |                |             |             |       |                |              |       |  |
|  | Bélgica          | 1                |                |          |                  |                  |  |                |             |             |       |                |              |       |  |
|  | Bélgica          | 1                |                | Turquía  | 3                |                  |  |                |             |             |       | Tercer lugar   | Tercer lugar |       |  |
|  |                  |                  |                | Turquía  | 3                |                  |  |                |             |             |       | Tercer lugar   | Tercer lugar |       |  |
|  |                  |                  | Perú           | 0        |                  |                  |  |                |             |             |       |                |              |       |  |
|  | Perú             | 3                | Perú           | 0        |                  |                  |  |                |             |             | China | 3              |              |       |  |
|  | Perú             | 3                |                |          |                  |                  |  |                |             |             | China | 3              |              |       |  |
|  | Polonia          | 1                |                |          |                  |                  |  |                |             |             |       |                | Turquía      | 0     |  |
|  | Polonia          | 1                |                |          |                  |                  |  |                |             |             |       |                | Turquía      | 0     |  |
|  |                  |                  |                |          |                  |                  |  |                |             |             |       |                |              |       |  |

##### Octavos de final
| Fecha        | Hora  | Partido        | Partido   | Partido   | Sets  | Sets  | Sets  | Sets  | Sets | Puntuación total | Reporte |
| Fecha        | Hora  |                | Resultado |           | 1     | 2     | 3     | 4     | 5    | Puntuación total | Reporte |
| ------------ | ----- | -------------- | --------- | --------- | ----- | ----- | ----- | ----- | ---- | ---------------- | ------- |
| 13 de agosto | 11:00 | Egipto         | 1 – 3     | China     | 17-25 | 25-21 | 14-25 | 17-25 | -    | 73 – 96          | P2 P3   |
| 13 de agosto | 11:00 | Rusia          | 3 – 2     | Japón     | 23-25 | 25-19 | 25-17 | 20-25 | 15-8 | 108 – 94         | P2 P3   |
| 13 de agosto | 13:00 | México         | 0 – 3     | Alemania  | 19-25 | 21-25 | 22-25 | -     | -    | 62 – 75          | P2 P3   |
| 13 de agosto | 13:00 | Estados Unidos | 3 – 1     | Brasil    | 25-19 | 21-25 | 25-20 | 25-15 | -    | 96 – 79          | P2 P3   |
| 13 de agosto | 15:30 | Corea del Sur  | 0 – 3     | Serbia    | 22-25 | 21-25 | 20-25 | -     | -    | 63 – 75          | P2 P3   |
| 13 de agosto | 16:00 | Italia         | 3 – 0     | Argentina | 25-16 | 25-21 | 25-23 | -     | -    | 75 – 60          | P2 P3   |
| 13 de agosto | 18:00 | Turquía        | 3 – 1     | Bélgica   | 25-21 | 23-25 | 25-15 | 25-21 | -    | 98 – 82          | P2 P3   |
| 13 de agosto | 18:10 | Perú           | 3 – 1     | Polonia   | 25-22 | 17-25 | 25-17 | 26-24 | -    | 93 – 88          | P2 P3   |

##### Cuartos de final
| Fecha        | Hora  | Partido  | Partido   | Partido        | Sets  | Sets  | Sets  | Sets  | Sets | Puntuación total | Reporte |
| Fecha        | Hora  |          | Resultado |                | 1     | 2     | 3     | 4     | 5    | Puntuación total | Reporte |
| ------------ | ----- | -------- | --------- | -------------- | ----- | ----- | ----- | ----- | ---- | ---------------- | ------- |
| 14 de agosto | 11:00 | China    | 3 – 0     | Rusia          | 25-14 | 25-16 | 25-19 | -     | -    | 75 – 49          | P2 P3   |
| 14 de agosto | 13:00 | Alemania | 0 – 3     | Estados Unidos | 19-25 | 11-25 | 20-25 | -     | -    | 50 – 75          | P2 P3   |
| 14 de agosto | 15:30 | Italia   | 3 – 1     | Serbia         | 22-25 | 25-18 | 25-19 | 25-17 | -    | 97 – 79          | P2 P3   |
| 14 de agosto | 18:00 | Turquía  | 3 – 0     | Perú           | 25-21 | 25-15 | 25-16 | -     | -    | 75 – 52          | P2 P3   |

##### Clasificación 9.° al 16.° puesto
Los equipos que resultaron perdedores en los octavos de final pasan a disputar la clasificación del 9.° al 16.° puesto.
|  | Partido 13.° y 14.° puesto | Partido 13.° y 14.° puesto |               |   | Semifinales 13.° al 16.° puesto | Semifinales 13.° al 16.° puesto |        |   | Cuartos de final | Cuartos de final |           |   | Semifinales 9.° al 12.° puesto | Semifinales 9.° al 12.° puesto |  |  | Partido 9.° y 10.° puesto | Partido 9.° y 10.° puesto |
|  |                            |                            |               |   |                                 |                                 |        |   |                  |                  |           |   |                                |                                |  |  |                           |                           |
|  |                            |                            |               |   |                                 |                                 |        |   |                  |                  |           |   |                                |                                |  |  |                           |                           |
|  |                            |                            |               |   |                                 |                                 |        |   |                  |                  |           |   |                                |                                |  |  |                           |                           |
|  |                            |                            |               |   |                                 |                                 |        |   | México           | 1                |           |   |                                |                                |  |  |                           |                           |
|  |                            |                            |               |   |                                 |                                 |        |   | México           | 1                |           |   |                                |                                |  |  |                           |                           |
|  |                            |                            | Brasil        | 3 |                                 |                                 |        |   |                  |                  |           |   |                                |                                |  |  |                           |                           |
|  |                            | México                     | Brasil        | 3 | 1                               |                                 |        |   |                  | Brasil           | 1         |   |                                |                                |  |  |                           |                           |
|  |                            |                            |               |   | 1                               |                                 |        |   |                  | Brasil           | 1         |   |                                |                                |  |  |                           |                           |
|  |                            |                            | Egipto        | 3 |                                 |                                 | Japón  | 3 |                  |                  |           |   |                                |                                |  |  |                           |                           |
|  | Egipto                     | 0                          | Egipto        | 3 |                                 |                                 | Japón  | 3 |                  |                  |           |   |                                |                                |  |  |                           |                           |
|  | Egipto                     | 0                          |               |   |                                 |                                 |        |   |                  |                  |           |   |                                |                                |  |  |                           |                           |
|  |                            |                            | Japón         | 3 |                                 |                                 |        |   |                  |                  |           |   |                                |                                |  |  |                           |                           |
|  | Egipto                     | 0                          | Japón         | 3 |                                 |                                 | Japón  | 3 |                  |                  |           |   |                                |                                |  |  |                           |                           |
|  | Egipto                     | 0                          |               |   |                                 |                                 | Japón  | 3 |                  |                  |           |   |                                |                                |  |  |                           |                           |
|  | Corea del Sur              | 3                          |               |   | Argentina                       | 0                               |        |   |                  |                  |           |   |                                |                                |  |  |                           |                           |
|  | Corea del Sur              | 3                          | Argentina     | 3 | Argentina                       | 0                               |        |   |                  |                  |           |   |                                |                                |  |  |                           |                           |
|  |                            |                            | Argentina     | 3 |                                 |                                 |        |   |                  |                  |           |   |                                |                                |  |  |                           |                           |
|  |                            |                            | Corea del Sur | 0 |                                 |                                 |        |   |                  |                  |           |   |                                |                                |  |  |                           |                           |
|  | Partido 15.° y 16.° puesto | Partido 15.° y 16.° puesto | Corea del Sur | 0 | Corea del Sur                   | 3                               |        |   |                  |                  | Argentina | 3 | Partido 11.° y 12.° puesto     | Partido 11.° y 12.° puesto     |  |  |                           |                           |
|  | Partido 15.° y 16.° puesto | Partido 15.° y 16.° puesto |               |   | Corea del Sur                   | 3                               |        |   |                  |                  | Argentina | 3 | Partido 11.° y 12.° puesto     | Partido 11.° y 12.° puesto     |  |  |                           |                           |
|  |                            |                            |               |   | Polonia                         | 0                               |        |   | Bélgica          | 2                |           |   |                                |                                |  |  |                           |                           |
|  | México                     | 2                          | Bélgica       | 3 | Polonia                         | 0                               | Brasil | 3 | Bélgica          | 2                |           |   |                                |                                |  |  |                           |                           |
|  | México                     | 2                          | Bélgica       | 3 |                                 |                                 | Brasil | 3 |                  |                  |           |   |                                |                                |  |  |                           |                           |
|  | Polonia                    | 3                          |               |   | Polonia                         | 1                               |        |   | Bélgica          | 1                |           |   |                                |                                |  |  |                           |                           |

###### Cuartos de final 9.° al 16.° puesto
| Fecha        | Hora  | Partido   | Partido   | Partido       | Sets  | Sets  | Sets  | Sets  | Sets | Puntuación total | Reporte |
| Fecha        | Hora  |           | Resultado |               | 1     | 2     | 3     | 4     | 5    | Puntuación total | Reporte |
| ------------ | ----- | --------- | --------- | ------------- | ----- | ----- | ----- | ----- | ---- | ---------------- | ------- |
| 14 de agosto | 11:00 | Egipto    | 0 – 3     | Japón         | 11-25 | 18-25 | 14-25 | -     | -    | 43 – 75          | P2 P3   |
| 14 de agosto | 13:00 | México    | 1 – 3     | Brasil        | 20-25 | 25-18 | 17-25 | 18-25 | -    | 80 – 93          | P2 P3   |
| 14 de agosto | 16:00 | Argentina | 3 – 0     | Corea del Sur | 25-15 | 25-17 | 25-21 | -     | -    | 75 – 53          | P2 P3   |
| 14 de agosto | 18:10 | Bélgica   | 3 – 1     | Polonia       | 25-20 | 25-15 | 23-25 | 25-21 | -    | 98 – 81          | P2 P3   |

###### Semifinales 13.° al 16.° puesto
| Fecha        | Hora  | Partido       | Partido   | Partido | Sets  | Sets  | Sets  | Sets  | Sets | Puntuación total | Reporte |
| Fecha        | Hora  |               | Resultado |         | 1     | 2     | 3     | 4     | 5    | Puntuación total | Reporte |
| ------------ | ----- | ------------- | --------- | ------- | ----- | ----- | ----- | ----- | ---- | ---------------- | ------- |
| 15 de agosto | 11:00 | México        | 1 – 3     | Egipto  | 20-25 | 25-17 | 21-25 | 23-25 | -    | 89 – 92          | P2 P3   |
| 15 de agosto | 18:10 | Corea del Sur | 3 – 0     | Polonia | 25-23 | 25-23 | 25-15 | -     | -    | 75 – 61          | P2 P3   |

###### Semifinales 9.° al 12.° puesto
| Fecha        | Hora  | Partido   | Partido   | Partido | Sets  | Sets  | Sets  | Sets  | Sets  | Puntuación total | Reporte |
| Fecha        | Hora  |           | Resultado |         | 1     | 2     | 3     | 4     | 5     | Puntuación total | Reporte |
| ------------ | ----- | --------- | --------- | ------- | ----- | ----- | ----- | ----- | ----- | ---------------- | ------- |
| 15 de agosto | 13:00 | Argentina | 3 – 2     | Bélgica | 22-25 | 25-18 | 25-27 | 25-21 | 15-11 | 112 – 102        | P2 P3   |
| 15 de agosto | 16:00 | Brasil    | 1 – 3     | Japón   | 25-21 | 21-25 | 23-25 | 18-25 | -     | 87 – 96          | P2 P3   |

###### Partido 15.° y 16.° puesto
| Fecha        | Hora  | Partido | Partido   | Partido | Sets  | Sets  | Sets  | Sets  | Sets  | Puntuación total | Reporte |
| Fecha        | Hora  |         | Resultado |         | 1     | 2     | 3     | 4     | 5     | Puntuación total | Reporte |
| ------------ | ----- | ------- | --------- | ------- | ----- | ----- | ----- | ----- | ----- | ---------------- | ------- |
| 16 de agosto | 16:00 | México  | 2 – 3     | Polonia | 25-23 | 18-25 | 25-22 | 20-25 | 12-15 | 100 – 110        | P2 P3   |

###### Partido 13.° y 14.° puesto
| Fecha        | Hora | Partido | Partido   | Partido       | Sets  | Sets  | Sets  | Sets | Sets | Puntuación total | Reporte |
| Fecha        | Hora |         | Resultado |               | 1     | 2     | 3     | 4    | 5    | Puntuación total | Reporte |
| ------------ | ---- | ------- | --------- | ------------- | ----- | ----- | ----- | ---- | ---- | ---------------- | ------- |
| 16 de agosto | 9:00 | Egipto  | 0 – 3     | Corea del Sur | 20-25 | 18-25 | 16-25 | -    | -    | 54 – 75          | P2 P3   |

###### Partido 11.° y 12.° puesto
| Fecha        | Hora  | Partido | Partido   | Partido | Sets  | Sets  | Sets  | Sets  | Sets | Puntuación total | Reporte |
| Fecha        | Hora  |         | Resultado |         | 1     | 2     | 3     | 4     | 5    | Puntuación total | Reporte |
| ------------ | ----- | ------- | --------- | ------- | ----- | ----- | ----- | ----- | ---- | ---------------- | ------- |
| 16 de agosto | 11:00 | Brasil  | 3 – 1     | Bélgica | 25-17 | 20-25 | 25-20 | 25-17 | -    | 95 – 79          | P2 P3   |

###### Partido 9.° y 10.° puesto
| Fecha        | Hora  | Partido | Partido   | Partido   | Sets  | Sets  | Sets  | Sets | Sets | Puntuación total | Reporte |
| Fecha        | Hora  |         | Resultado |           | 1     | 2     | 3     | 4    | 5    | Puntuación total | Reporte |
| ------------ | ----- | ------- | --------- | --------- | ----- | ----- | ----- | ---- | ---- | ---------------- | ------- |
| 16 de agosto | 13:00 | Japón   | 3 – 0     | Argentina | 25-21 | 25-16 | 25-19 | -    | -    | 75 – 56          | P2 P3   |

##### Semifinales
| Fecha        | Hora  | Partido        | Partido   | Partido | Sets  | Sets  | Sets  | Sets  | Sets  | Puntuación total | Reporte |
| Fecha        | Hora  |                | Resultado |         | 1     | 2     | 3     | 4     | 5     | Puntuación total | Reporte |
| ------------ | ----- | -------------- | --------- | ------- | ----- | ----- | ----- | ----- | ----- | ---------------- | ------- |
| 15 de agosto | 13:00 | Estados Unidos | 3 – 2     | China   | 25-18 | 25-13 | 27-29 | 27-29 | 15-09 | 119 – 98         | P2 P3   |
| 15 de agosto | 15:30 | Italia         | 3 – 1     | Turquía | 23-25 | 25-23 | 25-18 | 25-14 | -     | 98 – 80          | P2 P3   |

##### Clasificación 5.° al 8.° puesto
Los equipos que resultaron perdedores en los cuartos de final pasan a disputar la clasificación del 5.° al 8.° puesto.
|  | Semifinales 5.° al 8.° puesto | Semifinales 5.° al 8.° puesto |   |       | Partido 5.° y 6.° puesto | Partido 5.° y 6.° puesto |  |
|  |                               |                               |   |       |                          |                          |  |
|  |                               |                               |   |       |                          |                          |  |
|  | Alemania                      | 3                             |   |       |                          |                          |  |
|  | Rusia                         | 2                             |   |       |                          |                          |  |
|  |                               |                               |   |       |                          |                          |  |
|  |                               |                               |   |       |                          |                          |  |
|  |                               |                               |   |       | Alemania                 | 0                        |  |
|  |                               | Serbia                        | 3 |       |                          |                          |  |
|  |                               |                               |   |       |                          |                          |  |
|  |                               |                               |   |       |                          |                          |  |
|  |                               |                               |   |       | Partido 7.° y 8.° puesto |                          |  |
|  |                               |                               |   |       |                          |                          |  |
|  | Serbia                        | 3                             |   | Rusia | 3                        |                          |  |
|  | Perú                          | 2                             |   |       | Perú                     | 0                        |  |

###### Semifinales 5.° al 8.° puesto
| Fecha        | Hora  | Partido  | Partido   | Partido | Sets  | Sets  | Sets  | Sets  | Sets  | Puntuación total | Reporte |
| Fecha        | Hora  |          | Resultado |         | 1     | 2     | 3     | 4     | 5     | Puntuación total | Reporte |
| ------------ | ----- | -------- | --------- | ------- | ----- | ----- | ----- | ----- | ----- | ---------------- | ------- |
| 15 de agosto | 11:00 | Alemania | 3 – 2     | Rusia   | 25-17 | 20-25 | 25-17 | 14-25 | 15-13 | 99 – 97          | P2 P3   |
| 15 de agosto | 18:00 | Serbia   | 3 – 2     | Perú    | 20-25 | 21-25 | 25-12 | 25-21 | 19-17 | 110 – 100        | P2 P3   |

###### Partido 7.° y 8.° puesto
| Fecha        | Hora  | Partido | Partido   | Partido | Sets  | Sets  | Sets  | Sets | Sets | Puntuación total | Reporte |
| Fecha        | Hora  |         | Resultado |         | 1     | 2     | 3     | 4    | 5    | Puntuación total | Reporte |
| ------------ | ----- | ------- | --------- | ------- | ----- | ----- | ----- | ---- | ---- | ---------------- | ------- |
| 16 de agosto | 15:00 | Rusia   | 3 – 0     | Perú    | 25-14 | 25-18 | 25-16 | -    | -    | 75 – 48          | P2 P3   |

###### Partido 5.° y 6.° puesto
| Fecha        | Hora  | Partido  | Partido   | Partido | Sets  | Sets  | Sets  | Sets | Sets | Puntuación total | Reporte |
| Fecha        | Hora  |          | Resultado |         | 1     | 2     | 3     | 4    | 5    | Puntuación total | Reporte |
| ------------ | ----- | -------- | --------- | ------- | ----- | ----- | ----- | ---- | ---- | ---------------- | ------- |
| 16 de agosto | 11:00 | Alemania | 0 – 3     | Serbia  | 19-25 | 19-25 | 24-26 | -    | -    | 62 – 76          | P2 P3   |

##### Partido3.ery 4.° puesto
| Fecha        | Hora  | Partido | Partido   | Partido | Sets  | Sets  | Sets  | Sets | Sets | Puntuación total | Reporte |
| Fecha        | Hora  |         | Resultado |         | 1     | 2     | 3     | 4    | 5    | Puntuación total | Reporte |
| ------------ | ----- | ------- | --------- | ------- | ----- | ----- | ----- | ---- | ---- | ---------------- | ------- |
| 16 de agosto | 13:30 | China   | 3 – 0     | Turquía | 25-23 | 25-21 | 29-27 | -    | -    | 79 – 71          | P2 P3   |

##### Final
| Fecha        | Hora  | Partido        | Partido   | Partido | Sets  | Sets  | Sets  | Sets | Sets | Puntuación total | Reporte |
| Fecha        | Hora  |                | Resultado |         | 1     | 2     | 3     | 4    | 5    | Puntuación total | Reporte |
| ------------ | ----- | -------------- | --------- | ------- | ----- | ----- | ----- | ---- | ---- | ---------------- | ------- |
| 16 de agosto | 18:30 | Estados Unidos | 0 – 3     | Italia  | 20-25 | 18-25 | 16-25 | -    | -    | 54 – 75          | P2 P3   |

## Clasificación final
| Pos.              | Equipo               |
| ----------------- | -------------------- |
| Medalla de oro    | Italia               |
| Medalla de plata  | Estados Unidos       |
| Medalla de bronce | China                |
| 4                 | Turquía              |
| 5                 | Serbia               |
| 6                 | Alemania             |
| 7                 | Rusia                |
| 8                 | Perú                 |
| 9                 | Japón                |
| 10                | Argentina            |
| 11                | Brasil               |
| 12                | Bélgica              |
| 13                | Corea del Sur        |
| 14                | Egipto               |
| 15                | Polonia              |
| 16                | México               |
| 17                | República Dominicana |
| 18                | Tailandia            |
| 19                | China Taipéi         |
| 20                | Cuba                 |

## Distinciones individuales
Equipo ideal elegido por la organización del torneo.
- Primera mejor atacante por punta:  Paola Egonu
- Segunda mejor atacante por punta:  Yingying Li
- Primera mejor bloqueadora central:  Jovana Kocic
- Segunda mejor bloqueadora central:  Zehra Gunes
- Mejor libero:  Qianqian Zang
- Mejor armadora:  Alessia Orro
- Mejor opuesta:  Kathryn Plummer
- Jugadora más valiosa (MVP):  Paola Egonu